# Rachetă sol-aer

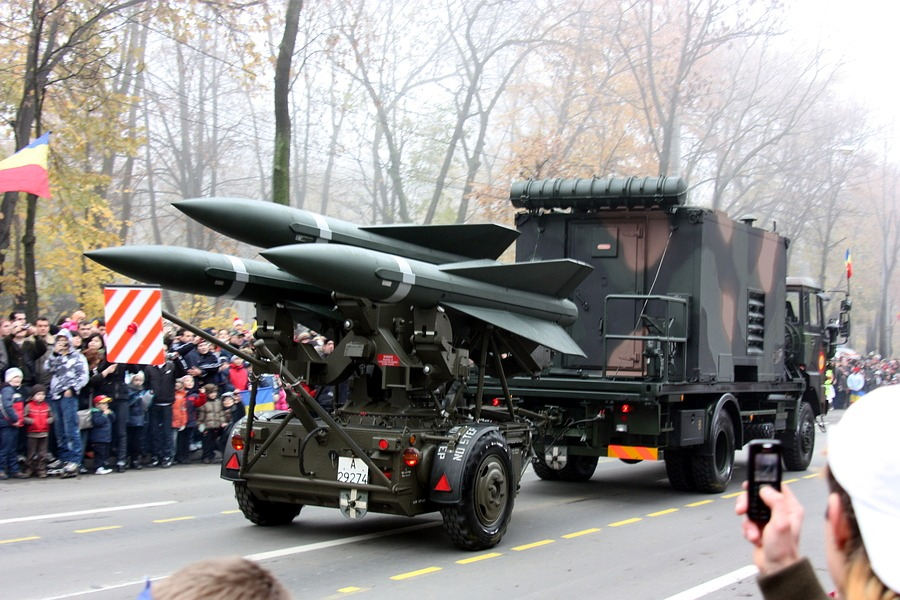
Rachete sol-aer tip MIM-23 Hawk ale Armatei Române

O rachetă sol-aer (engleză surface-to-air missile, prescurtat SAM), este un tip de rachetă special realizată pentru a fi lansată de pe pământ împotriva țintelor aeriene (avioane sau alte rachete). Ele aparțin grupelor de apărare anti-aeriană. În armatele moderne rachetele au înlocuit alte forme de apărare anti-aeriană cum ar fi tunurile antiaeriene folosite în Al II-lea război mondial. 